# 休斯飞机公司
休斯飞机公司（Hughes Aircraft）曾是美国一家主要的防务和航天公司，包括休斯太空与通讯公司和休斯直升机公司。由霍华德·休斯在1932年创建。在1980年代以后由于被分拆、并购而不再存在。

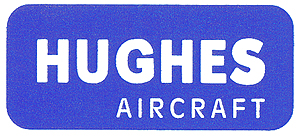
休斯飞机公司的商標

休斯飞机公司是美国空军的主要导弹供应商之一，著名产品包括AIM-4、AIM-120等。休斯飞行器还于1960年制造了世界上第一个实用激光器，并设计大量的光电系统、雷达系统、飞行器计算机系统、导弹系统和用于太空飞行的离子推进发动机等。
休斯飞机公司1985年被通用汽车以50亿美元收购，和其名下的Delco电气及休斯网络系统整合为休斯电子。在随后的约二十年间，通用汽车将原休斯名下的产业逐步出售。

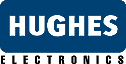
休斯电子的商標

休斯电子於1994年推出DirecTV。DirecTV与休斯网络系统于2003年被新闻集团收购。2006年，SkyTerra通讯公司收购了休斯网络系统100%的控股权。尽管历经多次并购，休斯网络系统目前仍然使用休斯此名字。
休斯飞机公司原在南加州的工厂，现在为电影制作公司“梦工厂”所使用。

## 休斯直升机

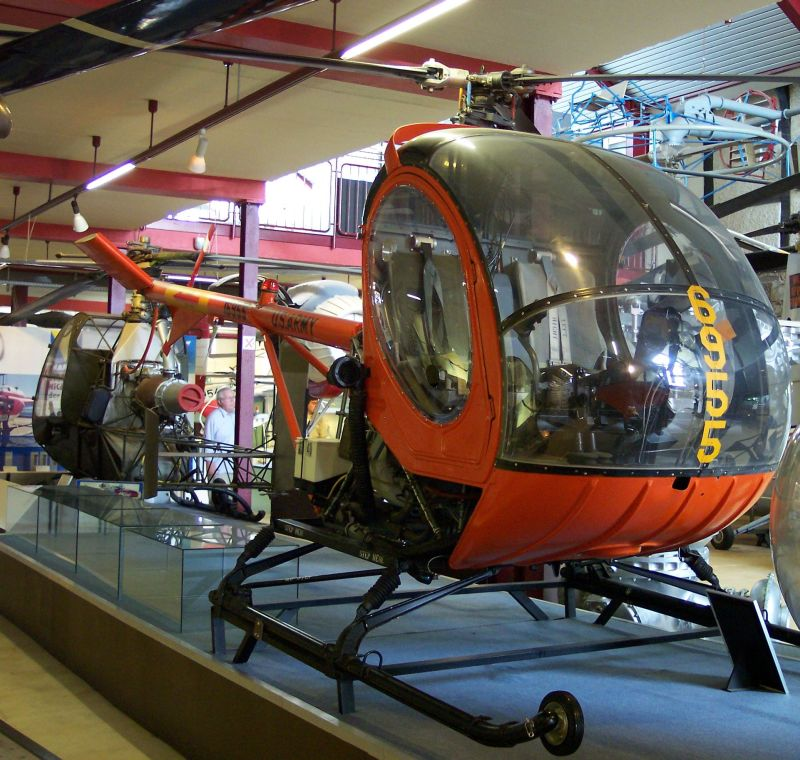
休斯TH-55 Osage

休斯直升机始于1957年。休斯直升机制造过大量的直升机，其最著名的产品为H-17、O/AH-6、AH-64阿帕奇。
1984年休斯直升机被麦克唐纳·道格拉斯以5亿美元收购，成为麦克唐纳·道格拉斯直升机。1996年随麦克唐纳·道格拉斯并入波音成为波音直升机，最终成为的一部分。1999年原麦克唐纳·道格拉斯直升机的民用部门被波音剥离成为MD直升机控股公司。MD直升机控股公司又于2005年被Patriarch Partners投资公司收购成为MD直升机公司。

## 休斯太空与通讯公司
休斯太空与通讯公司创建于1963年。

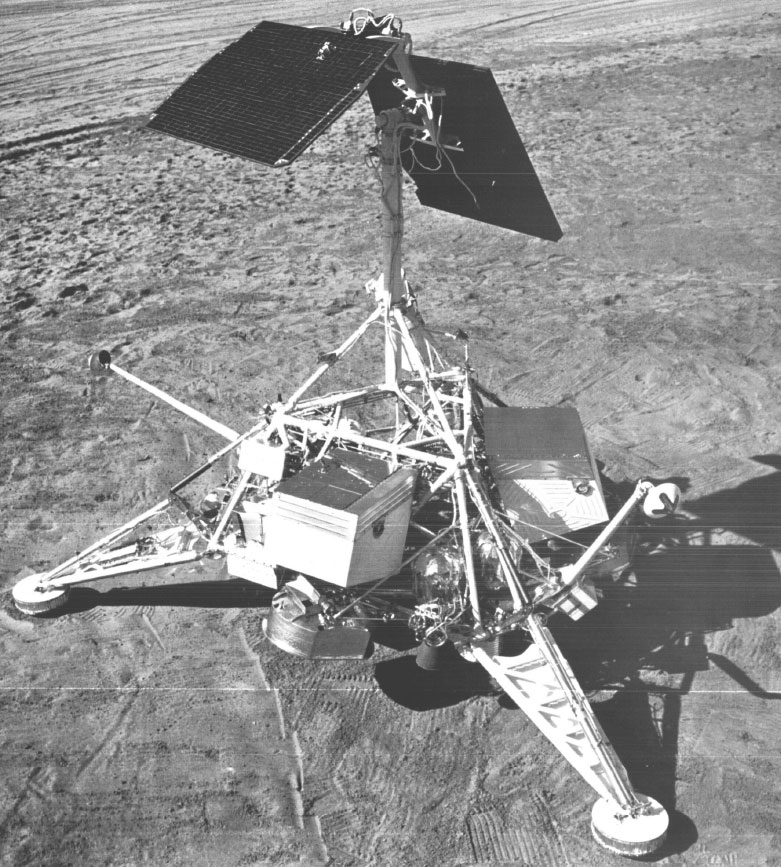
休斯製造的月球著陸器

休斯太空与通讯公司的知名产品包括1963年发射的世界上第一颗地球同步卫星，1966年发射的世界上第一颗地球同步气象卫星，1966年发射的探索者一号月球登陆舱，1978年的先锋号金星探测器，伽利略号木星探测器。休斯太空与通讯公司还制造了大量的军用和民用卫星。截至2000年，世界上40%的人造卫星是休斯太空与通讯公司的产品。